# مایک اپستاین
مایک اپستاین (انگلیسی: Mike Epstein؛ زادهٔ ۴ آوریل ۱۹۴۳) بازیکن بیس‌بال اهل ایالات متحده آمریکا بود.
از باشگاه‌هایی که در آن بازی کرده‌است می‌توان به تگزاس رنجرز اشاره کرد.
وی در مسابقات کشوری و بین‌المللی در مجموع برندهٔ ۱ مدال طلا شده‌است.